# Буш, Лесли
Лесли Ли Буш (англ. Lesley Leigh Bush, в замужествах Хиккокс, англ. Hickcox и Мейкпис, англ. Makepeace; род. 17 сентября 1947, Ориндж, Нью-Джерси) — американская прыгунья в воду, чемпионка летних Олимпийских игр 1964 года по прыжкам в воду с десятиметровой вышки.

## Биография
Лесли Буш родилась в 1947 году. Она росла в Принстоне, Нью-Джерси. Её отец был ветераном Второй мировой войны. Брат Лесли Дэвид Буш также стал прыгуном в воду и участвовал в летних Олимпийских играх 1972 года.
На летних Олимпийских играх 1964 года в Токио 17-летняя Буш победила в прыжках с десятиметровой вышки, обойдя чемпионку прошлых Игр немку Ингрид Кремер. Она повторила своё достижение на Панамериканских играх 1967 года. Также участвовала в летних Олимпийских играх 1968 года, заняла 20 место. После этого завершила спортивную карьеру. Буш пять раз побеждала на соревнованиях Любительского спортивного союза.
Буш была замужем за пловцом и трёхкратным олимпийским чемпионом Чарльзом Хиккоксом, впоследствии они развелись. Она работала учителем в нескольких школах Нью-Джерси. Во второй раз вышла замуж за своего коллегу Дэвида Мейкписа.
В 1967 году Буш была удостоена премии Lawrence J. Johnson Award. В 1995 году она получила премию Silver Anniversary Awards от Национальной ассоциации студенческого спорта. В 1986 году Буш была включена в Зал Славы мирового плавания.